# 다이헤이요 상록수림
다이헤이요 상록수림(영어: Taiheiyo evergreen forests)은 일본 남부의 온대 활엽수혼합림이다.
일본 남부, 태평양과 면하는 지역(태평양 벨트)의 138,300 평방킬로미터에 해당하다. 혼슈 남해안, 시코쿠와 규슈 거의 대부분, 현해탄 너머 대마도와 혼슈 서남쪽 이즈제도가 여기 해당한다. 일본 최대의 대도시들인 동경, 요코하마, 오사카, 나고야가 이 생태지역에 존재한다.
쿠로시오 난류의 영향으로 기후는 아열대성에 습하다. 겨울이 따뜻하고 생장철이 길어서 상록활엽수가 자라기에 최적의 환경이 조성된다.
해안에는 조엽수림이, 내륙에는 참나무 숲이 지배적이다. 보다 내륙의 고도가 높은 지역에서 다이헤이요 산악 낙엽수림으로의 천이가 일어난다.
아시아 온대지역과 열대지역의 식물상이 혼합된 양상을 보인다. 열대성 식물로는 나한송속의 2종, 돈나무속의 2종, 조엽수(후박나무속, 참식나무속, 녹나무속) 여러 종, 소철속의 소철 1종 등이 있다. 온대성 식물로는 상록 참나무들과 모밀잣밤나무가 자란다.
토착 포유류로는 꽃사슴과 일본원숭이가 있다. 조류는 팔색조와 붉은해오라기 등이 있다. 일본 고유종인 오다이가하라도롱뇽도 여기에 산다.
다이헤이요 상록수림은 대부분의 면적이 농경지나 도시로 개간되어 파괴되었다. 사원이나 신사 주변, 또는 가파른 사면이나 골짜기를 위주로 극소수 상록수림이 잔존해 있다. 잔존한 상록수림과 농경지의 경계에는 사토야마라는 후계소림지가 발견된다.
다이헤이요 상록수림의 면적 중 17%가 국립공원 등의 보존구역으로 지정되어 있다. 이 생태지역에 지정된 보존구역으로는 후지 하코네 이즈 국립공원, 이세시마 국립공원, 요시노-구마노 국립공원, 세토 내해 국립공원, 아시즈리우와카이 국립공원, 기리시마야쿠 국립공원, 운젠아마쿠사 국립공원, 사이카이 국립공원, 스이고-츠쿠바 국정공원 등이 있으며, 그 총면적은 23,487 평방킬로미터다.